# Steinmetz Opel Tuning
Steinmetz – niemieckie przedsiębiorstwo branży motoryzacyjnej, zajmujące się tuningiem samochodów marki Opel, począwszy od lat 70. XX wieku. Siedziba przedsiębiorstwa znajduje się w Akwizgranie.